# E-6
Proces E-6 (CRK-2) – odwracalny proces fotograficzny służący do wywoływania slajdów barwnych. Odpowiedniki: AP-44 Agfa, CR-56 Fuji.
W przeciwieństwie do niektórych  procesów pozytywowych (np. K-14 do slajdów Kodachrome) można go przeprowadzić w warunkach amatorskich, przy użyciu wyposażenia takiego jak przy wywoływaniu negatywów czarno-białych lub kolorowych C-41. Główną trudnością jest utrzymanie wysokiej temperatury: 38,3 °C, przy czym maksymalne wahania w czasie obu wywoływań nie powinny przekraczać ±0,3 °C. Pozostałe kąpiele nie wymagają takiego reżimu temperaturowego. Z powodu tych trudności jeszcze niedawno proces E-6 odbywał się głównie w maszynach, w profesjonalnych zakładach (labach) fotograficznych.

## Historia
E-6 został wprowadzony przez Kodaka pod koniec XX wieku. Zastąpił on Procesy E-3 i E-4. Wadą E-3 była konieczność zaświetlenia (w E-6 używa się chemicznego zadymiacza) oraz szybkie blednięcie slajdów. E-4 zaś wykorzystywał w charakterze zadymiacza TBAB (boran tetraaminobutylu), który jest silnie toksyczny.

## Etapy procesu E-6
Ogólnie w procesie E-6 można wyróżnić następujące etapy:
1. pierwsze wywołanie – wywołanie negatywowe czarno-białe,
2. zaświetlanie  lub chemiczne zadymianie,
3. drugie wywołanie – wywołanie pozytywowe barwne,
4. odbielanie/utrwalanie,
5. płukanie,
6. stabilizacja.

W wersji „domowej” procesu E-6, pomiędzy poszczególnymi etapami stosuje się płukanie w wodzie. Często także stosuje się wstępne płukanie, mające na celu „wygrzanie” koreksu i filmu, dzięki czemu po wlaniu pierwszego wywoływacza temperatura kąpieli nie spada gwałtownie.

## Wersje E-6
Na rynku są dostępne zestawy E-6 do wywoływania slajdów w maszynach (dla punktów usługowych) lub w koreksie/tanku (dla osób wywołujących slajdy we własnym zakresie). Dodatkowo występują dwa rodzaje zestawów do wywoływania na małą skale: 3- i 6-kąpielowe. W wersji trójkąpielowej jako samodzielne kąpiele fotograficzne nie występują: zadymiacz (połączony z  drugim wywoływaczem) oraz odbielacz (połączony z utrwalaczem). Istnieje również 7-kąpielowa wersja tego procesu produkowana przez Kodaka. Różni się ona występowaniem etapu kondycjonowania po wywoływaczu kolorowym a przed odbielaniem. 

## E-6 na przykładzie 7-kąpielowym
Etapy procesu (szczegółowo):
1. FD (wywoływanie pierwsze) – wywołanie czarno-białego obrazu negatywowego.
2. RE (zadymianie) – za pomocą światła lub związków chemicznych (np. SnCl2) pozostałe w emulsji halogenki srebra przekształcają się w obraz utajony.
3. CD (wywoływanie drugie) – wywoływanie czarno-białego i kolorowego obrazu pozytywowego.
4. BC (kondycjonowanie) – zamiana pH z silnie zasadowego na obojętne/lekko kwaśne.
5. BL (odbielanie) – przekształcenie wolnego srebra w związki łatwe do wypłukania.
6. FX (utrwalanie) – usunięcie z emulsji srebra, pozostaje jedynie kolorowy, pozytywowy obraz.
7. płukanie – usunięcie resztek utrwalacza z emulsji.
8. FI (garbowanie) – utwardzanie emulsji w celu zwiększenia odporności na uszkodzenia mechaniczne (np. rysy).